# Ecobulevar de Vallecas
El Ecobulevar de Vallecas es un  proyecto realizado por el Ayuntamiento de Madrid en el distrito de Villa de Vallecas, con el que se intenta realizar una especie de operación de reciclaje urbano mediante diversas acciones.  Diseñado por Belinda Tato y presentado por su firma Ecosistema Urbano (fundada en el año 2000 por Belinda Tato y José Luis Vallejo).
El proyecto, conocido inicialmente como Boulevard Ecológico y destinado a un espacio público social y climatizado bioclimáticamente, se llevó a cabo entre 2004 y 2007 y abarcó una superficie de 550 x 50 metros cuadrados, estando cofinanciado por la Unión Europea (LIFE-2002 (ENV / E / 000198)) y el EMVS.
Recibió, en el año 2007, el Premio AR, promovido por la revista de arquitectura "Architectural Review" en Londres, resaltando el "fuerte sentido de responsabilidad medioambiental" del proyecto. Además se menciona en  "The Public Chance. Nuevos paisajes urbanos. New urban landscapes" en 2008.

## Antecedentes
Vallecas quedó integrado en el municipio de Madrid en el año 1959, iniciando desde ese momento un crecimiento exponencial, ya que se convirtió en una ciudad dormitorio de lo miles de emigrantes de toda España que acudían a la capital del país en busca de trabajo. Desde entonces ha pasado más de medio siglo y hoy en día Vallecas abarca dos distritos en que se agrupan una serie de barrios de carácter marcadamente obrero, expandiéndose hacia el sureste de la capital.
En los años noventa, el Plan de Actuación Urbanística de Vallecas comenzó a extender un nuevo ensanche de manzanas cuadradas sobre una superficie de más de setecientas hectáreas, comprendida entre su casco antiguo y la autopista de circunvalación M-45. Se suponía que este ensanche debía de estar finalizado para el año 2004, y debía contar con  más de 25.000 nuevas viviendas; pero la zona, se urbanizó (se dio nombre a las calles que estaban debidamente asfaltadas, las aceras pavimentadas, los pasos cebra trazados y los semáforos y las farolas en funcionamiento) para quedar prácticamente despoblada de estructuras y personas.
En la mitad occidental del ensanche es donde  se halla el espacio destinado al Bulevar de la Naturaleza, una avenida de cincuenta metros de ancho y quinientos de largo que discurre en dirección norte-sur.
Es así como la Oficina de Innovación Residencial de la Empresa Municipal de la Vivienda de Madrid, EMV, convocó un concurso de ideas para renovar este Bulevar de la Naturaleza en el año 2004. Se quería con ello acelerar el proceso de dinamización de la actividad social en este espacio público, y conseguir la consolidación de la masa residencial que tiene que acabará poblando totalmente la zona a lo largo del tiempo. Se trataba además de que los propios usuarios de la zona pudieran participar en ella, dando su opinión. Además se quería conseguir  el uso experimental de sistemas ecoeficientes y respetuosos con el medio ambiente, de manera que  la intervención debía mejorar el confort climático de este espacio exterior, sobre todo para hacer frente a los secos y calurosos veranos madrileños.
El estudio de arquitectura Ecosistema Urbano, fue el ganador del concurso promovido por el Ayuntamiento de Madrid, junto con el apoyo de la Unión Europea dentro del programa LIFE-2002 (ENV/E/000198), con el proyecto presentado por Belinda Tato.

## Descripción del proyecto
El objetivo de este proyecto era doble, de un lado tenía una vertiente social, que pretendía generar actividades sociales en las que participaran no solo los vecinos de las  nuevas zonas habitadas, sino todo aquel que quisiera; y por otro, un ámbito netamente ecológico, que tenía como finalidad adaptar de un modo bioclimático un espacio exterior de nueva urbanización, que consiguiera un sistema de aire acondicionado pasivo, sustentado en el enfriamiento por evapotranspiración (sistema que se usa en la industria de los invernaderos y que consigue reducir la temperatura en torno a los 10º, aunque siempre teniendo en cuenta las condiciones de humedad y temperatura de cada momento).
Para conseguir estos objetivos se instalaron tres pabellones que se llamaron  “árboles de aire-dinamizadores sociales”,  se trató de dar mayor densidad de arbolado de la ya existente,  se redujo  la circulación rodada.
Estos tres pabellones o árboles de aire funcionan como soportes abiertos a múltiples actividades, que deben ser elegidas por los usuarios. El uso de estas estructuras es temporal, ya que cuando se hayan corregido los problemas para los que se establecen (falta de actividad social y mal acondicionamiento climático), los dispositivos deben desmontarse, constituyendo a partir de ese momento claros en el bosque que se habrá creado al crecer los árboles plantados.
Estos tres grandes pabellones bioclimáticos, son  una estructura, construida parcialmente con materiales provenientes del reciclaje, ligera, desmontable y autosuficiente energéticamente, que sólo consume lo que es capaz de producir mediante sistemas de captación de energía solar fotovoltaica.
Presentan  planta  cilíndrica (con diámetro exterior de veinticinco metros y un radio interior de nueve metros) construida a cuatro metros sobre el suelo y dejando un gran vacío central, elevándose hasta una altura de más de veinte metros. Están constituidos por andamios metálicos que apoyan cinco paseras (destinadas únicamente a ser usadas en el mantenimiento de las estructuras) poligonales superpuestas,  que  contienen jardineras con plantas trepadoras que deben cubrir el paramento interior del patio central. Por su parte, el paramento exterior del cilindro está formado por una secuencia de dieciséis conductos tubulares verticales, que se terminan con captadores de aire, cuya misión es recoger aire caliente del exterior para introducirlos en la estructura que disminuirá la temperatura del mismo. El sistema cuenta con ventiladores programados para funcionar según la temperatura ambiente exterior para facilitar el paso del aire excesivamente caliente del exterior hacia el interior de las estructuras.
En la base de cada árbol del aire se abre un espacio circular que permanece fresco y es accesible para su uso en diversas actividades sociales, para lo cual cuenta con un pavimento continuo de caucho reciclado y  está equipado con bancos.
Cada árbol del aire recibió un nombre que pone de manifiesto la función concreta que realiza, así tenemos:
- "árbol climático", situado en la zona norte, formado por 16 lóbulos en su perímetro, que se disponen de tal modo que dejan pasar más luz en la zona norte e impiden el paso de la misma en la zona sur, de esta manera proporciona  espacios de sombra que garantizan el confort climático, sobre todo en verano,  al reforzar su acción con la de la proyección de los vaporizadores.[8]

- "árbol lúdico" se encuentra en el centro del bulevar, en él se ubica la zona de ocio infantil, consistente en una zona de columpios que cuelgan de la propia estructura, un arenero, un tobogán, un banco corrido realizado con plástico reciclado y una duna central, también de caucho reciclado, junto a una zona de grava para juegos.[8]

- "árbol mediático" que se sitúa en la zona sur, es un espacio destinado al uso multimédico, donde se realizan espectáculos de diversa índole, música en vivo, cuentacuentos, etc., y en él pueden observarse tres grandes pantallas de proyección para la retransmisión de eventos nocturnos, espectáculos deportivos, etc.[8]